# Trinitrosobenzol
Trinitrosobenzol (genauer 1,3,5-Trinitrosobenzol) ist eine aromatische Verbindung und eine Nitrosoverbindung.

## Herstellung
Trinitrosobenzol kann durch Oxidation von Phloroglucintrioxim mit verdünnter Salpetersäure hergestellt werden. Das Reaktionsgemisch muss zusätzlich eine geringe Menge an Stickoxiden enthalten. Dafür kann Natriumnitrit zugesetzt werden.

## Eigenschaften
Trinitrosobenzol liegt typischerweise in polymerer Form vor, bei der die Moleküle über die Nitrosogruppen vernetzt sind. Bei Raumtemperatur ist es in organischen Lösungsmitteln unlöslich, es löst sich jedoch bei 100 °C mit grüner Farbe in Toluol oder Xylol. Oxidation mit konzentrierter Salpetersäure ergibt 1,3,5-Trinitrobenzol. Trinitrosobenzol eignet sich zur Vulkanisation von Kautschuk, analog zu 1,4-Dinitrosobenzol, das in diesem Bereich verwendet wird. Es konnte außerdem gezeigt werden, dass Trinitrosobenzol die Klebekraft von Cyanacrylat-Klebstoffen (beispielsweise mit Ethylcyanacrylat) beim Kleben von Aluminium verbessert.